# Les Pouvoirs de la prière
Pour plus de détails, voir Fiche technique et Distribution.
Les Pouvoirs de la prière (War Room) est un film chrétien américain réalisé par Alex Kendrick, sorti le 28 aout 2015 aux États-Unis.

## Synopsis
Tony (T.C. Stallings) et Elizabeth Jordan (Priscilla Shirer) ont une grande maison, une belle fille, et beaucoup d'argent. En dépit de leur succès apparent, ils font face à des difficultés dans leur mariage. Tony, un vendeur pharmaceutique, n'est presque jamais là pour sa fille, Danielle (Alena Pitts).  Il manifeste certains comportements de violence verbale envers sa femme et a des idées d'infidélité conjugale.  
Elizabeth, agent immobilier, va visiter une cliente, Mlle Clara (Karen Abercrombie), qui veut vendre sa maison. Mlle Clara détecte le stress d'Elizabeth, et invite Elizabeth à lutter pour leur mariage en priant pour Tony. Mlle Clara montre à Elizabeth un placard spécial qu'elle a consacrée à la prière, et qu'elle appelle sa salle de guerre (war room), parce que, comme elle le dit : « Afin de se lever et de combattre l'ennemi, vous devez vous mettre à genoux et prier ». Elizabeth prend alors la décision de se battre pour sa famille.

## Distribution
- Priscilla Shirer : Elizabeth Jordan
- T.C. Stallings : Tony Jordan
- Karen Abercrombie : Miss Clara Williams
- Alex Kendrick : Coleman Young
- Michael Jr. : Michael
- Alena Pitts : Danielle Jordan
- Beth Moore : Mandy
- Tenae Downing : Veronica Drake

## Réception

### Critiques
Metacritic a enregistré une note de 26⁄100 de la presse.
Rotten Tomatoes a enregistré une note de 34 % de la presse et 87% de l’audience.

### Box-office
Le film a récolté 73,9 millions de dollars au box-office mondial
pour un budget de 3 millions de dollars.

## Récompenses
| Année | Prix                            | Catégorie                 | Intitulé                  | Résultat |
| ----- | ------------------------------- | ------------------------- | ------------------------- | -------- |
| 2016  | Dove Award                      | Film inspirant de l'année | Les Pouvoirs de la prière | Lauréat  |
| 2016  | MovieGuide Faith & Values Award | Film le plus inspirant    | Les Pouvoirs de la prière | Lauréat  |